# Tennis de table aux Jeux européens de 2015
Navigation
Édition suivante
Le tennis de table aux Jeux européens de 2015 a lieu au Baku Sports Hall, à Bakou, en Azerbaïdjan, du 13 au 19 juin 2015. 4 épreuves sont au programme.

## Jeux olympiques d'été 2016
Les vainqueurs des tournois masculins et féminins sont automatiquement qualifiés pour les Jeux olympiques de 2016.

## Médaillés
| Épreuves    | Or                                                  | Argent                                               | Bronze                                                             |
| ----------- | --------------------------------------------------- | ---------------------------------------------------- | ------------------------------------------------------------------ |
| Hommes      |                                                     |                                                      |                                                                    |
| Simple      | Dimitrij Ovtcharov (GER)                            | Vladimir Samsonov (BLR)                              | Lei Kou (UKR)                                                      |
| Par équipes | Portugal Tiago Apolónia Marcos Freitas João Geraldo | France Simon Gauzy Emmanuel Lebesson Adrien Mattenet | Autriche Stefan Fegerl Robert Gardos Daniel Habesohn               |
| Femmes      |                                                     |                                                      |                                                                    |
| Simple      | Li Jiao (NED)                                       | Li Jie (NED)                                         | Melek Hu (TUR)                                                     |
| Par équipes | Allemagne Han Ying Shan Xiaona Petrissa Solja       | Pays-Bas Jiao Li Li Jie Britt Eerland                | République tchèque Hana Matelova Renata Štrbíková Iveta Vacenovská |

## Tableau des médailles
| Rang  | Nation      | Or | Argent | Bronze | Total |
| ----- | ----------- | -- | ------ | ------ | ----- |
| 1     | Allemagne   | 2  |        |        | 2     |
| 2     | Pays-Bas    | 1  | 2      |        | 3     |
| 3     | Portugal    | 1  |        |        | 1     |
| 4     | Biélorussie |    | 1      |        | 1     |
| -     | France      |    | 1      |        | 1     |
| 6     | Tchéquie    |    |        | 1      | 1     |
| -     | Turquie     |    |        | 1      | 1     |
| -     | Ukraine     |    |        | 1      | 1     |
| -     | Autriche    |    |        | 1      | 1     |
| Total | Total       | 4  | 4      | 4      | 12    |